# Impatiens msisimwanensis
Impatiens msisimwanensis är en balsaminväxtart som beskrevs av S.B.Janssens och E.B.Knox. Impatiens msisimwanensis ingår i släktet balsaminer, och familjen balsaminväxter. Inga underarter finns listade i Catalogue of Life.